# Conmemoración (Iglesia católica)
Conmemoración es el recuerdo que se tiene de alguno, oración o ceremonia destinada a actualizar su memoria. Entre los católicos, los que mueren hacen con frecuencia mandas a la Iglesia, con la carga de que se dirán por ellos tantas misas o que se hará conmemoración de ellos en las oraciones.
Se llama también conmemoración en el rezo del breviario la memoria que se hace de un santo o de la feria por una antífona, un versículo y una oración a laudes y a vísperas y por una colecta, una secreta y una post-communio en la misa.

## Conmemoración de los difuntos
La conmemoración de los difuntos es la fiesta que se celebra el día 2 de noviembre en memoria de todos los fieles que han fallecido. Se instituyó en el siglo XI por San Odilon, abad de Cluny.

## Conmemoración de los mártires
Desde los primeros tiempos de la Iglesia se estableció la costumbre de hacer la conmemoración de los mártires en las asambleas cristianas el día del aniversario de su muerte: la cuestión es saber cuál era la intención de los fieles en esta práctica. Los católicos dicen que es un testimonio del culto dado a los mártires. Los protestantes sostienen que no hay en esta costumbre ninguna señal ni prueba de culto.

### Crítica
Basnage que ha tratado expresamente esta cuestión, Hist. de la Iglesia, lib. 18, c. 7, § 3. y sig. pretende que se obraba así:
1. A fin de honrar la memoria de los que habían combatido por Jesucristo; así se expresaba la Iglesia de Esmirna, hablando del martirio de San Policarpo.
2. A fin de que los fieles fuesen animados con este ejemplo de padecer por su fe.
3. En las Constituciones apostólicas, lib. 8, c. 13, se dice: Hagamos memoria de los mártires a fin de que nosotros nos hagamos dignos de participar de sus combates, San Cipriano Epist. 12 y 39. Ofrecemos sacrificios por los mártires siempre que celebramos la conmemoración aniversario de su pasión. Estos sacrificios, según Basnage, eran las oblaciones que se presentaban en el altar y se hacían para atestiguar que se conservaba con los mártires la unión, que en el símbolo se llama comunión de los santos. Estas oblaciones no eran hechas a los mártires, sino a Dios por los mártires.

En todos los elogios que de esto han hecho los autores de los tres primeros siglos, no hallamos ninguna oración, ni ningún vestigio de invocación dirigida a los mártires. La Iglesia de Esmirna dice: Amamos a los mártires, pero no adoramos más que a Jesucristo. Eusebio lib. 4, c. 15. Ninguno de los autores paganos que han escrito contra el cristianismo ha acusado a los cristianos de adorar, invocar ni rogar a los mártires. De todas estas pruebas deducen los protestantes que el culto de los mártires no ha empezado hasta el siglo IV.
Aunque esto fuese cierto, todavía presumiríamos que en el siglo IV se sabía, por lo menos tan bien como en el XVI, lo que era conforme u opuesto al espíritu del cristianismo, lo que Jesucristo y los apóstoles habían mandado, aconsejado, permitido o prohibido. Que en esta época, Jesucristo no permitió sin duda que su Iglesia, que hasta entonces había manifestado el mayor horror a la idolatría, se hiciese de repente, universalmente culpable de ella.